# Brachypremna angusta
Brachypremna angusta är en tvåvingeart som beskrevs av Alexander 1945. Brachypremna angusta ingår i släktet Brachypremna och familjen storharkrankar. Inga underarter finns listade i Catalogue of Life.